# Dawid Kubacki
Dawid Grzegorz Kubacki, född 12 mars 1990, är en polsk backhoppare. Han ingick i det polska lag som vann guld i lagtävlingen vid VM 2017. 2019 vann han guld i normalbacke, vid skid-VM i Seefeld.
Kubacki deltog vid olympiska vinterspelen 2014, 2018 och 2022.
I juli 2023 tog Kubacki guld i stor backe vid europeiska spelen i Kraków-Małopolska.